# Windisch AG
| AG ist das Kürzel für den Kanton Aargau in der Schweiz. Es wird verwendet, um Verwechslungen mit anderen Einträgen des Namens Windisch zu vermeiden. |

Windisch (schweizerdeutsch: ˈʋɪnˌdiʃ) ist eine Einwohnergemeinde im Schweizer Kanton Aargau. Sie gehört zum Bezirk Brugg und liegt unmittelbar südlich des Bezirkshauptorts Brugg, zwischen der Aare im Norden und der Reuss im Osten (und somit im Bereich des Wasserschlosses der Schweiz). Windisch ist bekannt als Standort des römischen Legionslagers Vindonissa, des Klosters Königsfelden und der Fachhochschule Nordwestschweiz.

## Geographie
Die Gemeinde liegt zwischen der Aare im Norden und der Reuss im Osten. Die Fläche des Gemeindegebiets beträgt 491 Hektaren, davon sind 122 Hektaren bewaldet und 233 Hektaren überbaut. Die Siedlungslandschaft von Windisch besteht aus mehreren Ortsteilen, die im 19. und frühen 20. Jahrhundert zu einer Ortschaft und bis zum Ende des 20. Jahrhunderts mit den Nachbarorten Brugg und Hausen zu einer geschlossenen städtischen Siedlung zusammengewachsen sind.
Auf dem schmalen Hügelsporn über einer Flussschlaufe der Reuss, rund zwei Kilometer vor deren Mündung in die Aare, befindet sich der Kirchweiler mit der alten Pfarrkirche. Auf der Halbinsel östlich davon liegt rund vierzig Meter tiefer der haufenförmige Dorfteil Unterwindisch an der alten Fährstelle über die Reuss. Mit einem rund 1600 Meter langen Fabrikkanal links der Reuss wurde um 1830 die Wasserkraft für die grosse Spinnerei Kunz verfügbar gemacht, aus deren Fabrikkraftwerk später das Kraftwerk Windisch hervorging.
Von Südosten fliesst die Reuss von Mellingen her in einer rund 30 Meter tiefen Schlucht durch das Schottergebiet des Birrfelds, Die westliche Flanke der Schlucht liegt etwa auf zwei Kilometern, von der Chrüzhalde bis zum Gebiet Dägerli, im Gebiet von Windisch. Auch die Insel Meierislischache im Fluss und Abschnitte des natürlichen Auenwalds gehören zum Gemeindegebiet. An der Chrüzhalde ist eine Felswand des vom ehemaligen Reussgletscher und vom Fluss erodierten Kalkgebirges freigelegt. Beim Fahrgut fliesst die Reuss in die schmale Ebene bei der Strassenbrücke der Hauptstrasse 3 und danach in einer Flussschlaufe von fast 180 Grad zum grossen Wehr des Kraftwerks, wo ein 1916 aus armiertem Beton gebauter Fussgängersteg den Fluss überquert. Nach etwas mehr als zwei Kilometern überspannt die Reussbrücke der Strecke Baden-Brugg den Fluss, der unmittelbar danach in die Aare mündet. Direkt am Reussspitz steht ein Bunker der im Zweiten Weltkrieg errichteten Abwehrstellung «Limmatlinie».
Westlich der Pfarrkirche erstreckt sich auf einer eiszeitlich entstandenen Hochterrasse die Ebene mit dem Oberdorf, dem Ortsteil Oberburg und der Klosteranlage Königsfelden. Der Süssbach durchquert vom Birrfeld her kommend das Tal bei Hausen und danach die Windischer Weiermatt und verlässt das Gemeindegebiet von Windisch im Stollen unter dem Gleisfeld des Bahnhofs; in Brugg mündet er in die Aare.
In der Aare liegt die Insel Geissenschachen, die von der Schweizer Armee als Kasernengelände genutzt wird.
Grössere Waldgebiete befinden sich im Südosten und im Nordosten der Gemeinde. Im Süden erstreckt sich das Gebiet von Windisch bei der Siedlung Lindhof bis auf die teilweise bewaldeten Hügel westlich der Reuss. Der höchste Punkt ist der Gipfel des Hölzli auf 468 Metern, der tiefste liegt am Zusammenfluss von Aare und Reuss auf 328 Metern.
Die Nachbargemeinden von Windisch sind Brugg im Westen und Norden, Gebenstorf und Birmenstorf im Osten, Mülligen im Südosten sowie Hausen im Süden.

## Geschichte

### Ortsname
Der Ortsname findet sich erstmals 104/109 als Vindonissa in Tacitus’ Geschichtswerk Historiae belegt. Die eingedeutschte Form lässt sich als Vindisso und Windesch erstmals in einer Quelle von 1101/1150 (Kopie aus dem 14. Jahrhundert) fassen; von 1248 datiert die Nennung de Windischo (-o ist die von der Präposition de «von» abhängige lateinische Ablativendung), im Habsburger Urbar von 1303/1308 die Form ze Windische (mit der deutschen Dativendung). Der Name ist entweder zum keltischen Personennamen Vindos oder zum keltischen Gattungswort *uindo- «weiss» gebildet, beides ergänzt um das Suffix -is(s)a, und bedeutet damit entweder «Ort des Vindos» oder aber «Weissbach». Da der männliche Personenname gut bezeugt ist, tendiert die Namenforschung zu ersterer Erklärung.

### Keltische und römische Zeit

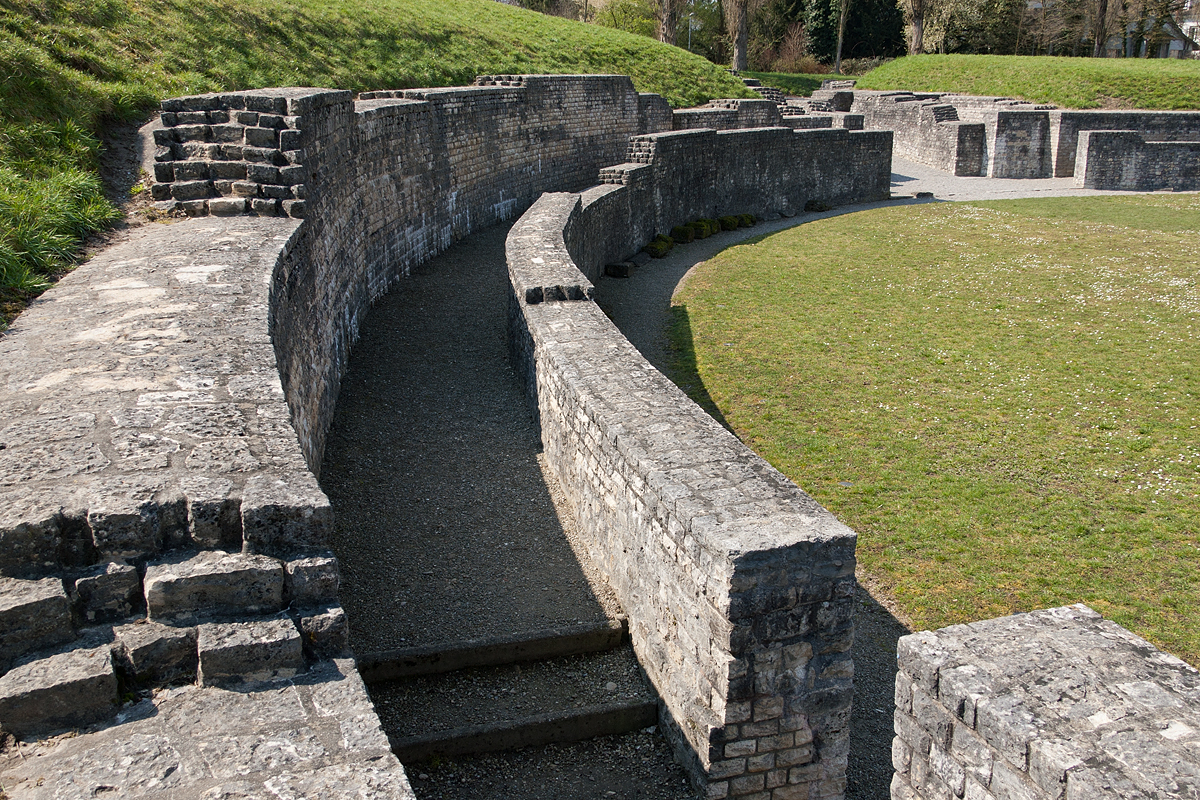
Das römische Amphitheater Vindonissa

In der Keltenzeit bestand auf dem Geländevorsprung zwischen Aare und Reuss ein Oppidum der Helvetier, von dem 2003 neben dem alten Dorfschulhaus eine Befestigungsanlage mit Graben, Erdwall und baumstarken Holzpfosten entdeckt wurde. Um 15 v. Chr. entstand auf der Ebene westlich davon eine kleine römische Militärstation, die dreissig Jahre später zum Legionslager Vindonissa ausgebaut wurde. Das Lager, von dem einige wiederhergestellte Ruinen heute besichtigt werden können, war von 14 n. Chr. bis 101 n. Chr. das Hauptquartier dreier verschiedener Legionen, der Legio XIII Gemina, der Legio XXI Rapax und der Legio XI Claudia. Während einer längeren Zeit ohne die Anwesenheit römischer Truppen entwickelte sich Vindonissa zu einer zivilen Dorfsiedlung. Im späten 3. Jahrhundert entstand wieder ein Kastell, das die Römer 401 endgültig aufgaben. Eine der beiden für das Legionslager errichteten, grösstenteils unterirdischen Wasserleitungen ist die einzige noch funktionierende und wasserführende römische Leitung im Gebiet der Schweiz. Die reichen Bodenfunde der Ausgrabungen in der römischen Siedlung liegen mehrheitlich im Vindonissa-Museum in Brugg.
Um 293 schlug der römische Militärführer Constantius Chlorus bei Vindonissa ein alemannisches Heer.

### Mittelalter

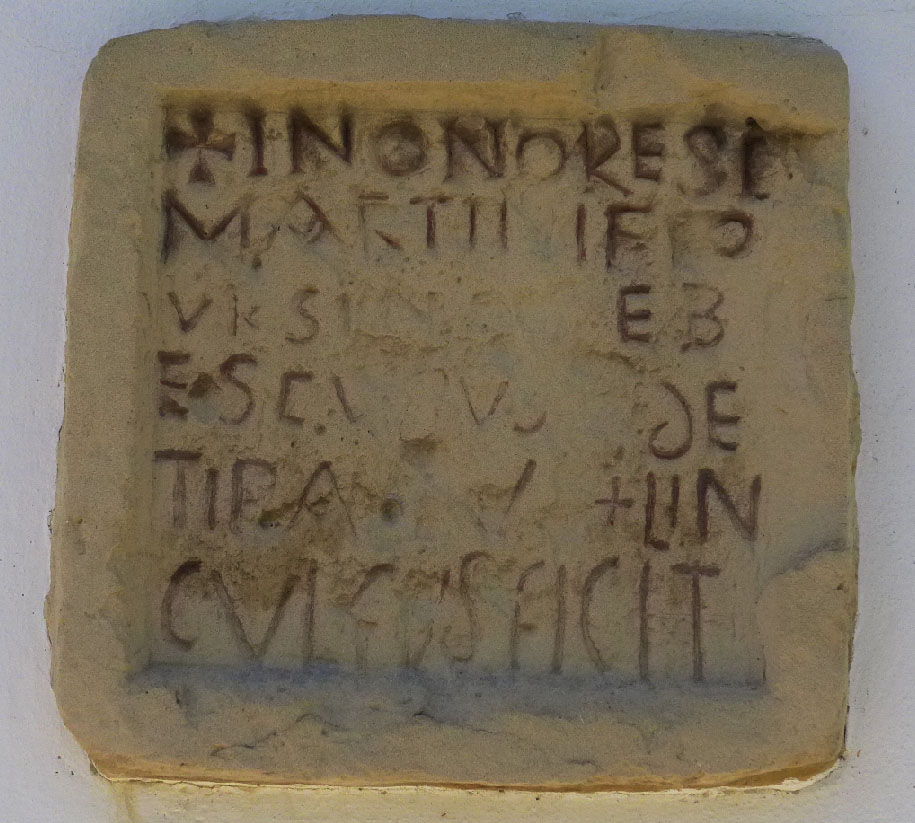
Frühmittelalterliche Inschrift an der Pfarrkirche Windisch mit den Namen der Bischöfe Ursinus und Dietibaldes sowie des Baumeisters Linculfus

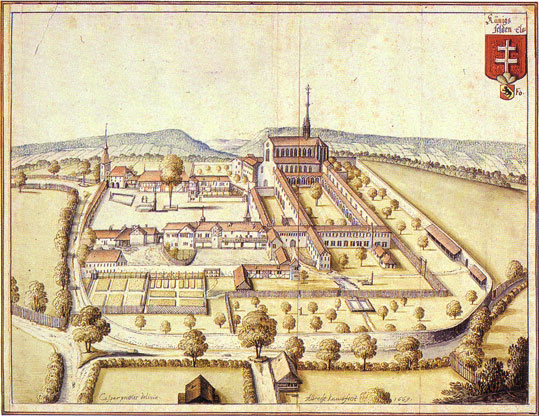
Kloster Königsfelden im Jahr 1669

Historisches Luftbild von Werner Friedli von 1939

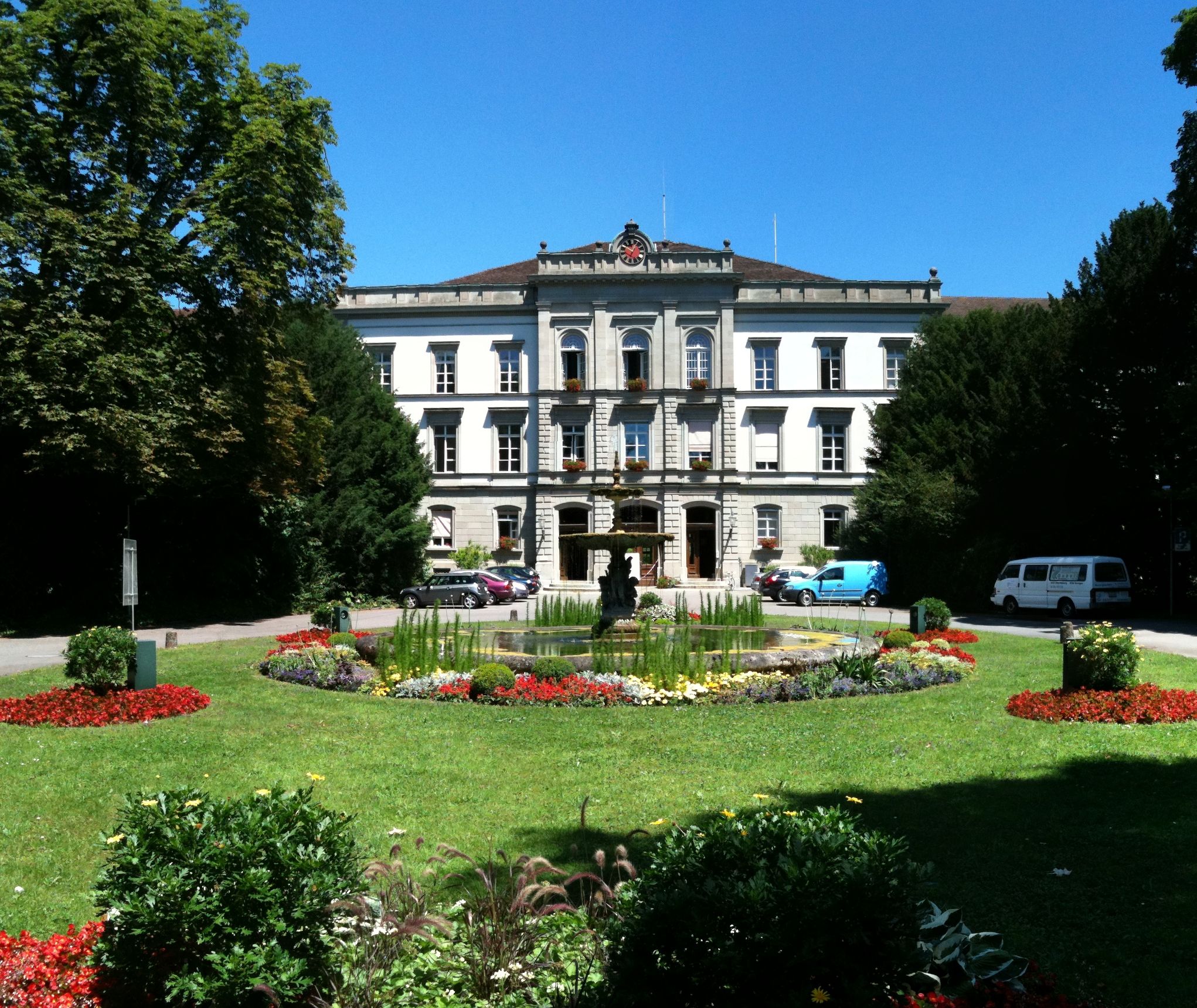
Hauptgebäude der Psychiatrischen Klinik Königsfelden

Für das 6. Jahrhundert sind ein Bischofssitz in Vindonissa und eine Münzprägestätte belegt. Der Bischofssitz bestand seit spätestens dem Jahre 517 und wurde ausweislich einer Bauinschrift in Vindonissa im Jahre 590 nach Konstanz verlegt. Namentlich belegt sind die Bischöfe Bubulcus (517–534), Cromatius (534–552) und Ursinus (um 590). Die dörflichen Siedlungen, die in den Ruinen des Römerlagers entstanden, gehörten schon vor dem Jahr 1000 zum Eigenamt, dem ältesten Besitz der Habsburger im Aargau, deren Stammsitz ca. zwei Kilometer südwestlich von Windisch auf dem Wülpelsberg steht.
Am 1. Mai 1308 wurde König Albrecht I. unweit des Reussübergangs von seinem Neffen Herzog Johann von Schwaben ermordet. Zum Gedenken an den Herrscher stiftete die Königswitwe Elisabeth von Görz-Tirol ein Kloster im Bereich des ehemaligen Kastells, das sie Königsfelden nannte. Das Doppelkloster mit Klarissen und Franziskanern erlebte unter Elisabeths Tochter Agnes von Ungarn, der Witwe des ungarischen Königs Andreas III., seine Blütezeit. 1397 schenkten die Habsburger dem Kloster das Eigenamt mit sämtlichen dazugehörenden Herrschaftsrechten. Nach der Eroberung des Aargaus durch die Eidgenossen im Jahr 1415 übernahm die Stadt Bern die Herrschaft; das Eigenamt war nun Teil der Untertanengebiete im Berner Aargau.

### Neuzeit
1528 führten die Berner die Reformation ein und lösten das Kloster Königsfelden auf. Sie wandelten das Eigenamt in die Landvogtei Königsfelden um und übernahmen sämtliche Rechtstitel in der Region; ein Hofmeister leitete die Verwaltung der ehemaligen Klostergüter. 60 Prozent der Bevölkerung fielen 1667 einer Pestepidemie zum Opfer. 1794 wurde an der Reuss die Untere Gipsmühle errichtet.
Beim Franzoseneinfall im März 1798 entmachteten die Franzosen die «Gnädigen Herren» von Bern und riefen die Helvetische Republik aus, die 1803 aufgelöst wurde. Seither gehört Windisch zum Kanton Aargau. 1799 bauten die französischen Truppen eine Brücke über die Reuss, welche die Fähre an der Landstrasse Zürich–Basel ersetzte. 1804 übernahm der Kanton Aargau das ehemalige Kloster Königsfelden. Seit 1868 dient der westlich des Klosters neu gebaute Gebäudekomplex als Psychiatrische Klinik. Der erste Direktor der Klinik war ab 1871 Edmund Schaufelbühl.
1828 errichtete der «Spinnerkönig» Heinrich Kunz in Unterwindisch die grosse Baumwollspinnerei Kunz mit einer ausgedehnten Stauanlage in der Reuss, deren Wasserkraft er dank einer Wasserrechtskonzession des Kantons Aargau ausnutzen konnte. Damit begann in Windisch das industrielle Zeitalter. Am 15. Mai 1858 wurde die Eisenbahnlinie von Baden bis nach Windisch und Brugg weitergeführt. Östlich von Windisch führt sie über die Reussbrücke. Obwohl der Bahnhof auf Windischer Gebiet lag, erhielt er den Namen Bahnhof Brugg. Trotz des früh erfolgten Anschlusses an das Eisenbahnnetz ging es der Gemeinde finanziell schlecht. 1863 verkaufte sie deshalb ein 45 Hektar grosses Gebiet an Brugg. Heute stehen dort der Bahnhof, ein Einkaufszentrum und mehrere Industriebetriebe.
Windisch konnte diesen Bedeutungsverlust durch den Bau der Höheren Technischen Lehranstalt (aus der später die Fachhochschule Nordwestschweiz hervorging) wieder wettmachen. Mit fortschreitender Industrialisierung und Zuwanderung entstanden Wohnsiedlungen auf den freien Flächen zwischen den einzelnen Ortsteilen. 1986 wurde das 2000-jährige Bestehen von Vindonissa/Windisch gefeiert. Zwischen 1980 und 2000 nahm die Einwohnerzahl um über 12 % ab, hat sich seither jedoch wieder stabilisiert. Weil die Siedlungsgebiete von Brugg und Windisch vollständig zusammengewachsen sind und weil die beiden Gemeinden wegen des umfangreichen Projekts «Vision Mitte» (Erweiterung der Fachhochschule) ohnehin enger zusammenarbeiten müssen, wurde der Ruf nach einer Gemeindefusion laut. Beide Gemeindeparlamente stimmten im Mai 2006 deutlich einer Volksinitiative zu, welche die Aufnahme von diesbezüglichen Verhandlungen verlangte. Doch gegen diesen Entscheid kam in Brugg ein Referendum zustande. Die Volksabstimmung fand am 24. September 2006 statt, die Initiative wurde mit einer Mehrheit von 63 % deutlich abgelehnt.

## Sehenswürdigkeiten

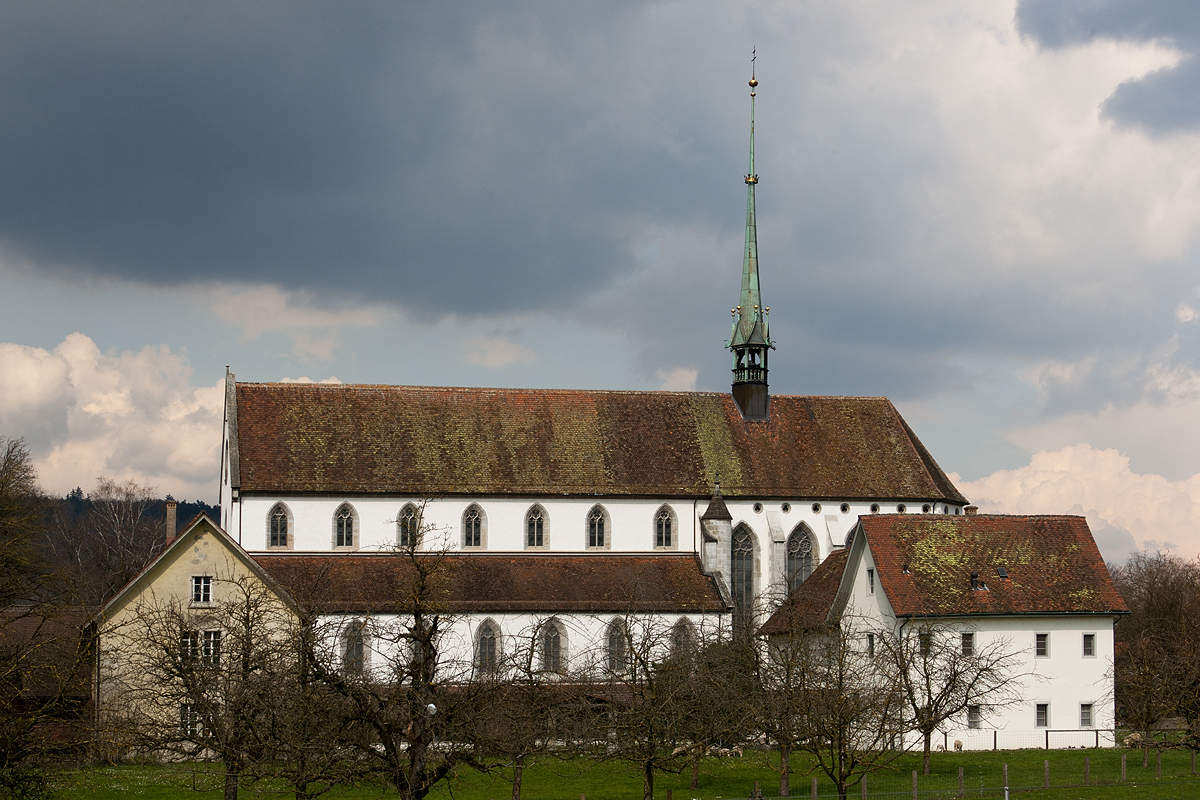
Klosterkirche Königsfelden

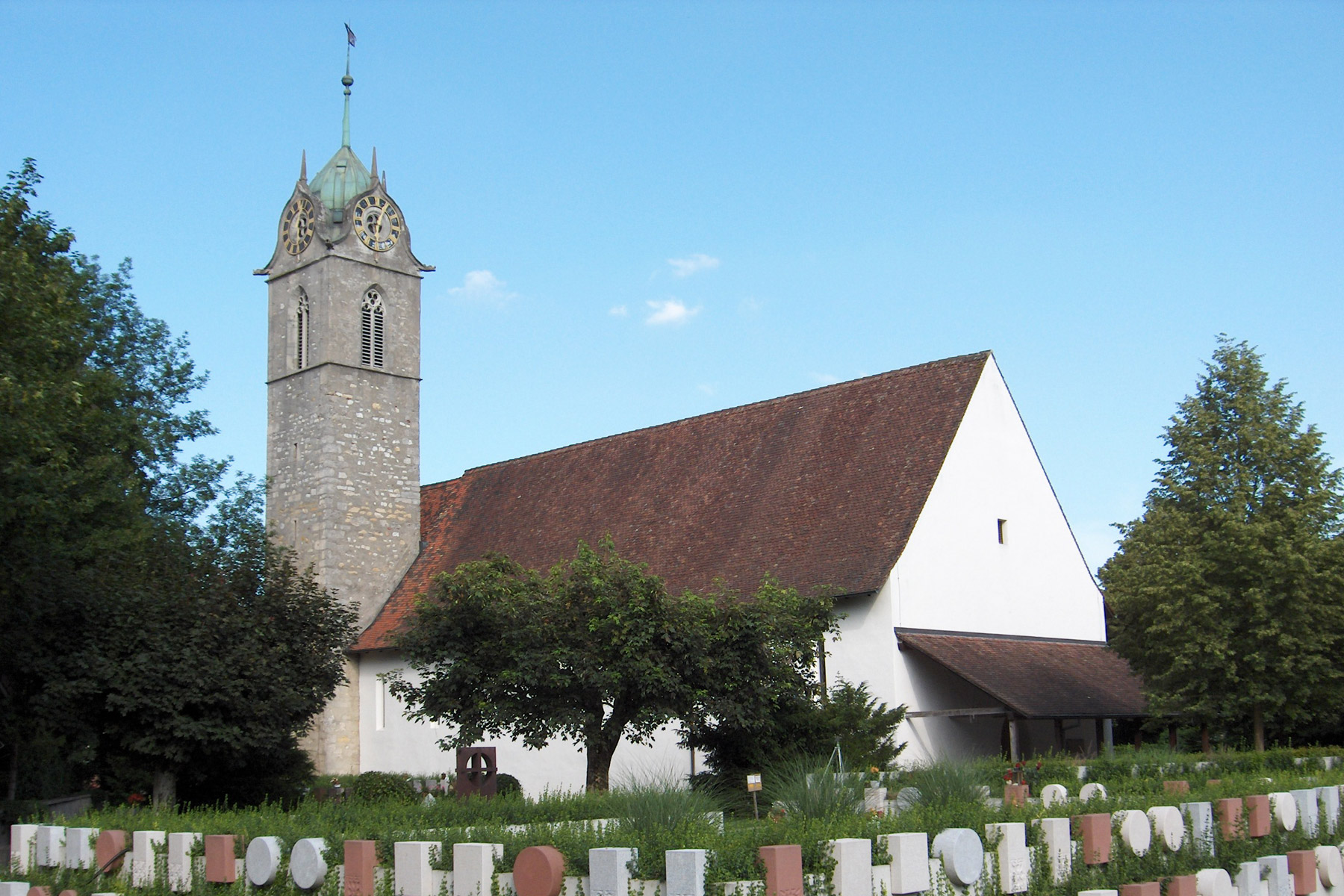
Reformierte Pfarrkirche

Ruinenteile des Legionslagers Vindonissa, das Windischer Amphitheater westlich davon und zwei Wasserleitungen aus dem 1. Jahrhundert (deren eine teilweise heute noch benutzt wird) sind erhalten geblieben. Aus der Römerzeit sind Spuren verschiedener Heiligtümer, eines Hafens, von vier Friedhöfen, einer Mansio und eines grossen Abfallhügels bekannt. Immer wieder stossen Bauarbeiter im Dorf auf römische Funde. Das Vindonissa-Museum in Brugg zeigt viele Objekte aus den zahlreichen Ausgrabungen von Windisch. Der Legionärspfad Vindonissa vermittelt den Alltag in einem römischen Legionärslager.
Das bedeutendste mittelalterliche Bauwerk ist das Kloster Königsfelden, dessen Bau 1308 auf Initiative der Habsburger erfolgte. Trotz der Aufhebung des Klosters in der Reformation und umfangreichen Abbrucharbeiten im 19. Jahrhundert sind die restlichen Bauwerke, der Klosterpark und vor allem die Klosterkirche mit den kunsthistorisch wertvollen Glasgemälden aus dem 14. Jahrhundert noch heute sehenswert.
Der frühere Bischofssitz von Vindonissa ist nicht erhalten geblieben. Um die Wende des 14. zum 15. Jahrhundert entstand die heutige Reformierte Kirche, wobei verschiedene Teile von einem Vorgängerbau stammen. Das Ortsmuseum Schürhof zeigt Wohnkultur und Gebrauchsgegenstände des Mittelalters, die im Haushalt, in der Landwirtschaft und im Gewerbe eingesetzt wurden.

## Wappen
Die Blasonierung des Gemeindewappens lautet: «In Gelb auf fünf grünen Bergen schwarze Burg, links begleitet von steigendem rotem Löwen.» Das Wappenmotiv erschien erstmals 1872 auf einer Glasscheibe; der Schildgrund war allerdings rot, der Löwe gelb. 1950 wurden die Farben vertauscht, das Wappen entspricht seither den heraldischen Farbregeln. Die Burg erinnert an das römische Legionslager Vindonissa, der Löwe an die Herrschaft der Habsburger. Der Fünfberg im Schildfuss weist auf die erhöhte Lage über den Tälern der Aare und der Reuss hin.

## Bevölkerung
Die Einwohnerzahlen entwickelten sich wie folgt:
| Jahr      | 1736 | 1815 | 1850 | 1900 | 1930 | 1950 | 1960 | 1970 | 1980 | 1990 | 2000 | 2010 | 2020 |
| Einwohner | 402  | 661  | 1287 | 2389 | 3585 | 4363 | 5377 | 7444 | 7598 | 6915 | 6650 | 6598 | 7733 |

Am 31. Dezember 2023 lebten 8060 Menschen in Windisch, der Ausländeranteil betrug 30,3 %. Bei der Volkszählung 2015 bezeichneten sich 27,9 % als römisch-katholisch und 25,2 % als reformiert; 46,9 % waren konfessionslos oder gehörten anderen Glaubensrichtungen an. 80,6 % gaben bei der Volkszählung 2000 Deutsch als ihre Hauptsprache an, 4,9 % Italienisch, 3,2 % Serbokroatisch, 2,9 % Türkisch, 2,2 % Albanisch, 0,9 % Portugiesisch und 0,8 % Spanisch.

## Politik und Recht

### Legislative
- Grüne: 5
- SP: 12
- EVP: 3
- GLP: 3
- Mitte: 3
- FDP: 8
- SVP: 6

Anstelle einer in kleineren Gemeinden üblichen Gemeindeversammlung vertritt seit 1974 das von den Windischer Stimmberechtigten gewählte Gemeindeparlament, der Einwohnerrat, die Anliegen der Bevölkerung. Er besteht aus 40 Mitgliedern, die für jeweils vier Jahre im Proporzwahlverfahren gewählt werden. Ihm obliegt das Genehmigen des Steuerfusses, des Voranschlages, der Jahresrechnung, des Geschäftsberichts und der Kredite. Ebenso erlässt er Reglemente, kontrolliert die Amtsführung der Exekutive und entscheidet über Einbürgerungen. Die Einwohnerräte können parlamentarische Vorstösse (Motion, Postulat, kleine Anfrage) einreichen.
Die rechts stehende Grafik zeigt die Sitzverteilung nach der Wahl vom 28. November 2021. Bei den letzten fünf Wahlen erzielten die Parteien folgende Sitzzahlen:
| Partei                   | 2001 | 2005 | 2009 | 2013 | 2017 | 2021 |
| ------------------------ | ---- | ---- | ---- | ---- | ---- | ---- |
| SP                       | 11   | 13   | 14   | 14   | 18   | 12   |
| FDP                      | 08   | 07   | 06   | 08   | 07   | 08   |
| SVP                      | 10   | 10   | 11   | 09   | 07   | 06   |
| Grüne                    | 0–   | 0–   | 0–   | 0–   | 0–   | 05   |
| Die Mitte (bis 2020 CVP) | 06   | 06   | 05   | 05   | 05   | 03   |
| glp                      | 0–   | 0–   | 0–   | 0–   | 0–   | 03   |
| EVP                      | 05   | 04   | 04   | 04   | 03   | 03   |

Auch auf der Ebene der Einwohnergemeinde finden sich verschiedene Elemente der direkten Demokratie. So stehen der Bevölkerung fakultative und obligatorische Referenden sowie die Volksinitiative zu.

### Exekutive
Ausführende Behörde ist der fünfköpfige Gemeinderat. Er wird vom Volk für jeweils vier Jahre im Majorzverfahren gewählt. Der Gemeinderat führt und repräsentiert die Einwohnergemeinde. Dazu vollzieht er die Beschlüsse des Einwohnerrates und die Aufgaben, die ihm vom Kanton zugeteilt wurden.
Die fünf Gemeinderäte der Amtsperiode 2022–2025 sind:
- Heidi Ammon (SVP), Gemeindepräsidentin
- Monica Treichler (SP), Vizepräsidentin
- Isabelle Bechtel (GPS)
- Anita Bruderer (FDP)
- Bruno Graf (SP)

### Judikative
Für Rechtsstreitigkeiten ist in erster Instanz das Bezirksgericht Brugg zuständig. Windisch gehört zum Friedensrichterkreis VIII (Brugg).

## Wirtschaft

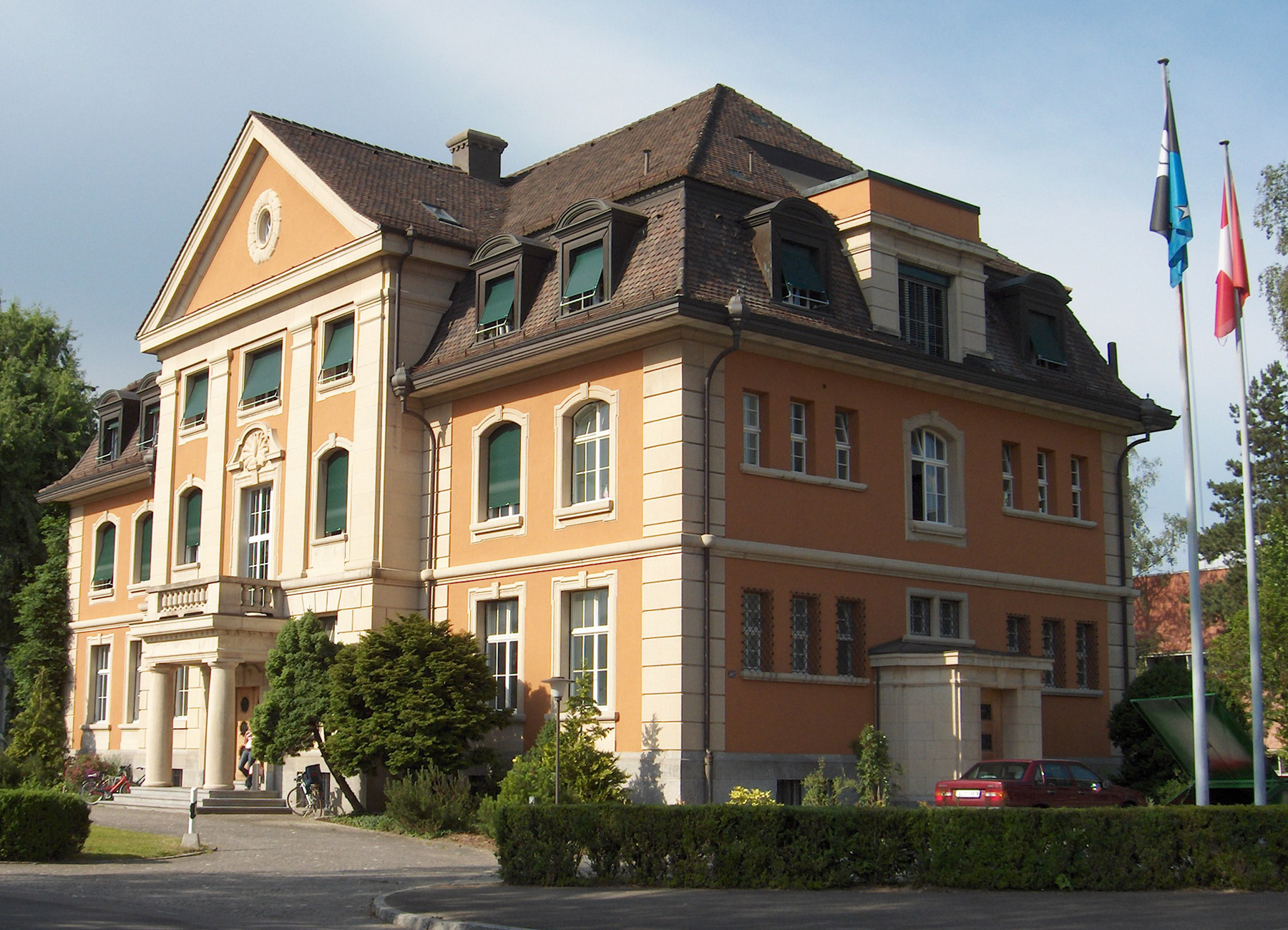
Fabrikantenvilla neben der Spinnerei Kunz

In Windisch gibt es gemäss der im Jahr 2015 erhobenen Statistik der Unternehmensstruktur (STATENT) rund 4700 Arbeitsplätze, davon 1 % in der Landwirtschaft, 16 % in der Industrie und 83 % im Dienstleistungssektor. Windisch ist Sitz des Tourismus- und Transportunternehmens Knecht Holding, ausserdem besitzt die itemis AG hier eine Niederlassung. Viele Erwerbstätige sind Wegpendler und arbeiten in Brugg oder in der Region Baden.

## Verkehr
Windisch liegt an wichtigen überregionalen Verkehrslinien. Die nationale Hauptstrasse 3 passiert von Brugg her kommend die Ortschaft und überquert östlich davon die Reuss. Die Kantonsstrasse 280 führt durch das Birrfeld in Richtung Wohlen, die Kantonsstrasse 296 westlich der Reuss nach Mellingen. Der Anschluss Birrfeld der Autobahn A3 liegt knapp drei Kilometer südlich von Windisch.
Die neue «Südwestumfahrung Brugg» (im Bau von 2019 bis 2021) verbindet die Kantonsstrassen K112 (Aarauerstrasse) in Brugg und K 118 bei Hausen und durchquert das Gebiet Weiermatt von Windisch.
Der Bahnhof Brugg der SBB liegt an der Gemeindegrenze; er ist ein wichtiger Schnellzugshalt von Zügen nach Basel, Bern und Zürich sowie die Endstation der Linie S12 der S-Bahn Zürich. An Wochenenden verkehrt ein Nachtbus von Brugg über Windisch und Birr nach Habsburg bzw. Mülligen. Die Bahnlinie nach Baden überquert nordöstlich des Rüssschache von Windisch die Reuss auf der SBB-Reussbrücke Turgi. Seit 1969 ist die Verbindungsstrecke von Villnachern westlich des Bahnhofs Brugg nach Hausen in Betrieb; sie dient vor allem dem internationalen Güterverkehr durch den Gotthard.
Postautolinien führen vom Bahnhof Brugg nach Birr, Birrhard, Scherz, Mellingen Heitersberg, Thalheim, Mönthal, Frick, Bad Zurzach, Linn, Döttingen, Schinznach-Bad und Unterwindisch. Durch Windisch führt die Veloroute 5 (Mittelland-Route (Schweiz)Mittelland-Route) im Verkehrsnetz von SchweizMobil. Zwei überregionale Wanderwege durchqueren das Gemeindegebiet: der Jurahöhenweg (Nationale Route 5) und der Wanderweg 42 «Aarauer Weg», der in sechs Etappen von Frick nach Muri führt. SchweizMobil verzeichnet ausserdem in Windisch die Skatingroute 3, mehrere für Mountainbike markierte Parcours und die Kanustrecken 1 auf der Aare und 90 auf der Reuss, die bei Unterwindisch endet.

## Bildung
In fünf Schulhäusern werden alle Volksschulstufen angeboten (Primarschule, Realschule, Sekundarschule, Bezirksschule). Die nächstgelegenen Gymnasien sind die Kantonsschule Baden und die Kantonsschule Wettingen.
1997 entstand aus der Höheren Technischen Lehranstalt Brugg-Windisch (HTL) die technische Abteilung der Fachhochschule Aargau (ab 2006 Fachhochschule Nordwestschweiz). Seit 2013 umfasst der Campus Brugg-Windisch die Pädagogische Hochschule FHNW, die Hochschule für Technik FHNW, die Hochschule für Wirtschaft FHNW, die Campusbibliothek sowie das Direktionspräsidium und die Services FHNW. Das Angebot am Standort Brugg-Windisch umfasst 14 Bachelor- und Masterstudiengänge für 3000 Studierende. Rund 1000 Mitarbeitende arbeiten auf dem Campus Brugg-Windisch.
Der Industriekulturpfad Limmat–Wasserschloss informiert über die Technikgeschichte der Region und der Legionärspfad Vindonissa über das Leben in einem römischen Legionärslager. Die Stiftung SBB historic in Windisch dokumentiert die Geschichte der Eisenbahn in der Schweiz.

## Infrastruktur
Um 1967 errichtete der Abwasserverband der Region Brugg die Kläranlage Brugg-Birrfeld – «ARA Wasserschloss» – im Aareschachen von Windisch. Um den gestiegenen Anforderungen gerecht werden zu können, wurde die Anlage 2016 um einen Biofiltrationsteil erweitert. Der Spatenstich für dieses Projekt war am 19. Juni 2014.

## Persönlichkeiten
- Agnes von Ungarn (um 1281–1364), Königin von Ungarn, Gründerin des Klosters Königsfelden
- Johannes Huldrich Ragor (1534–1604), Geistlicher, Theologe, Kalendermacher
- Hans Schatzmann (1849–1923), Bundeskanzler
- Ernst Linck (1874–1935), Maler
- Arthur Kielholz (1879–1962), Klinikdirektor
- Kurt Wernli (1942–2023), Politiker
- Andreas Pritzker (* 1945), Physiker und Schriftsteller
- Stephan Leimgruber (* 1948), Theologe
- Urs Odermatt (* 1955), Regisseur
- Raimondo Ponte (* 1955), Fussballspieler und -trainer
- Rita Ernst (* 1956), Künstlerin

## Galerie

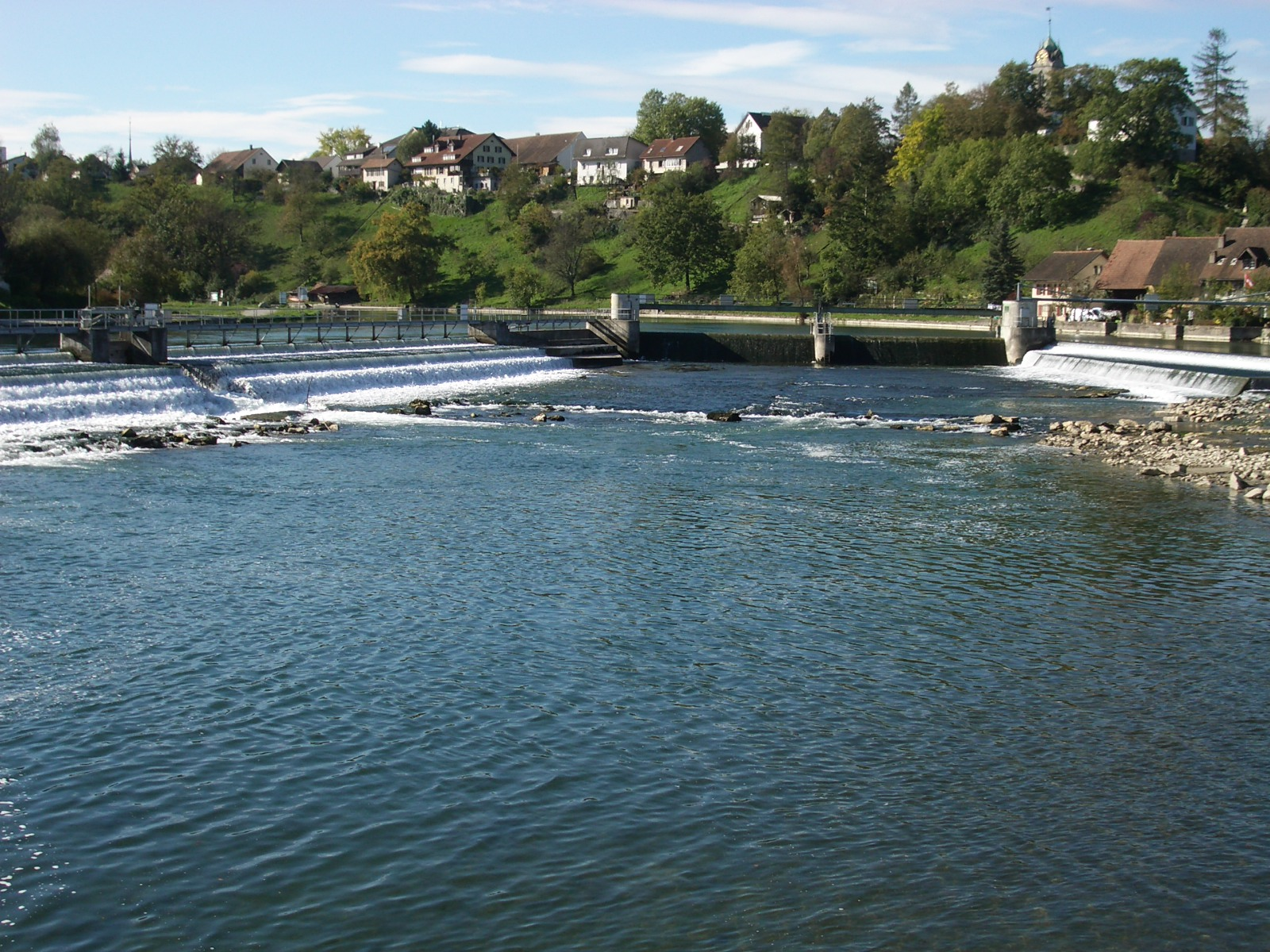
Reusswehr bei der ehemaligen Baumwollspinnerei Heinrich Kunz
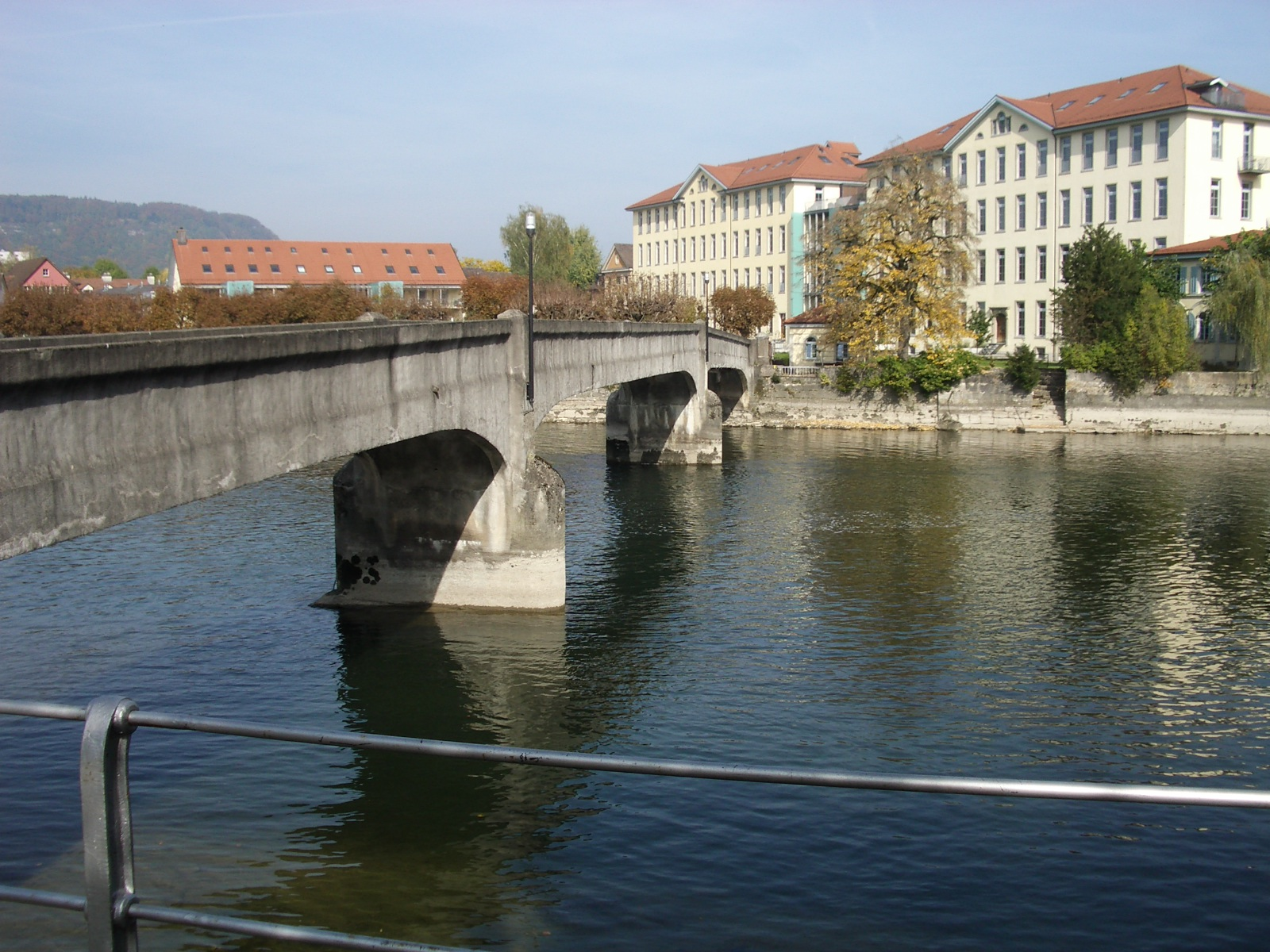
Baumwollspinnerei Heinrich Kunz
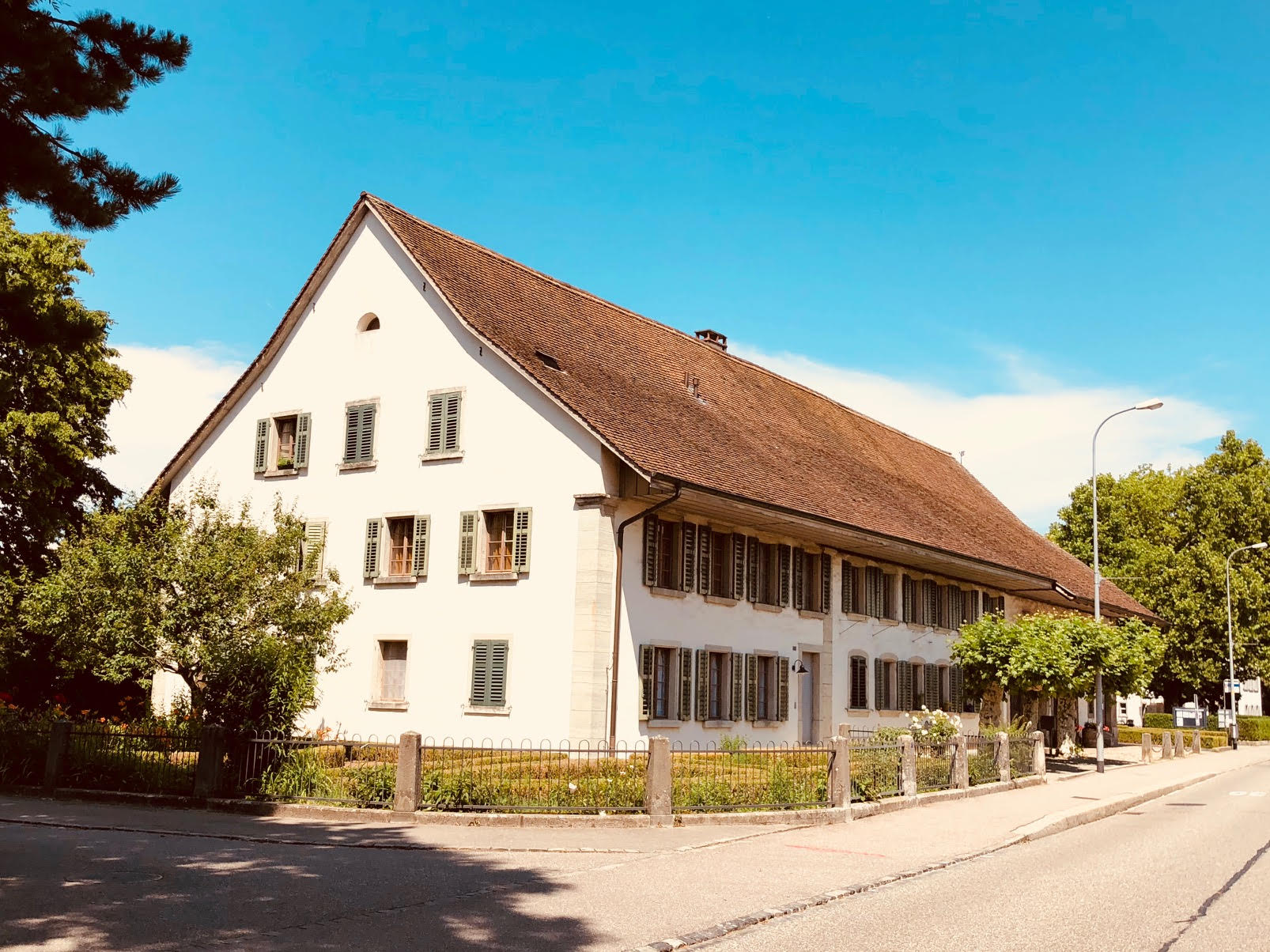
Bossartschür: ehemalige Speisewirtschaft von 1801
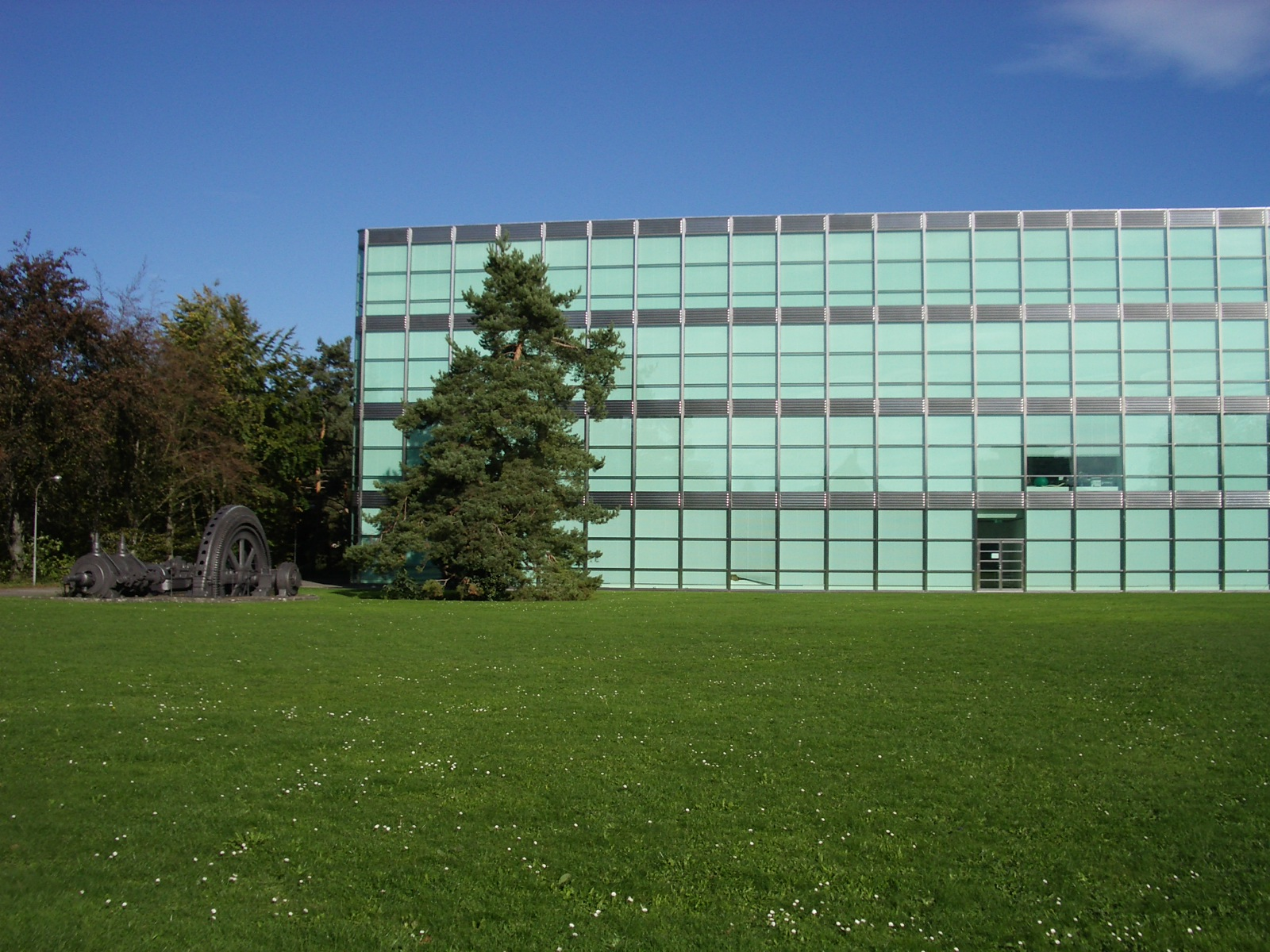
Fachhochschule Nordwestschweiz (früher Technikum Brugg-Windisch)
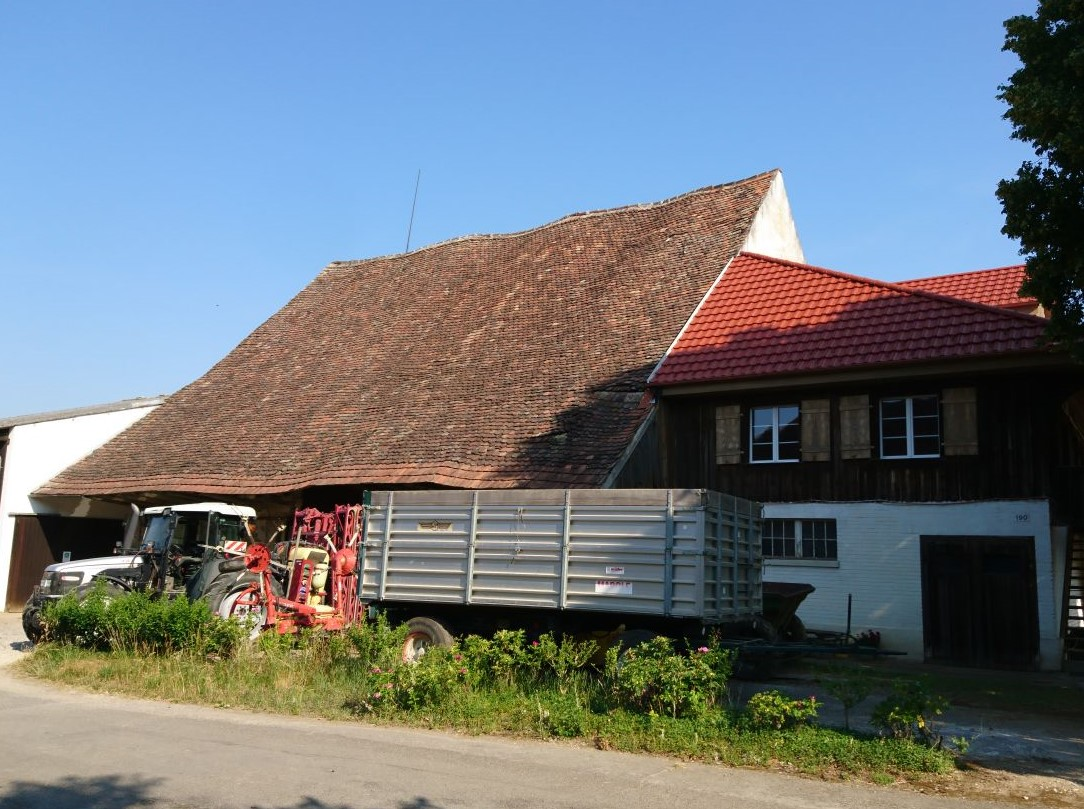
Lindhofscheune
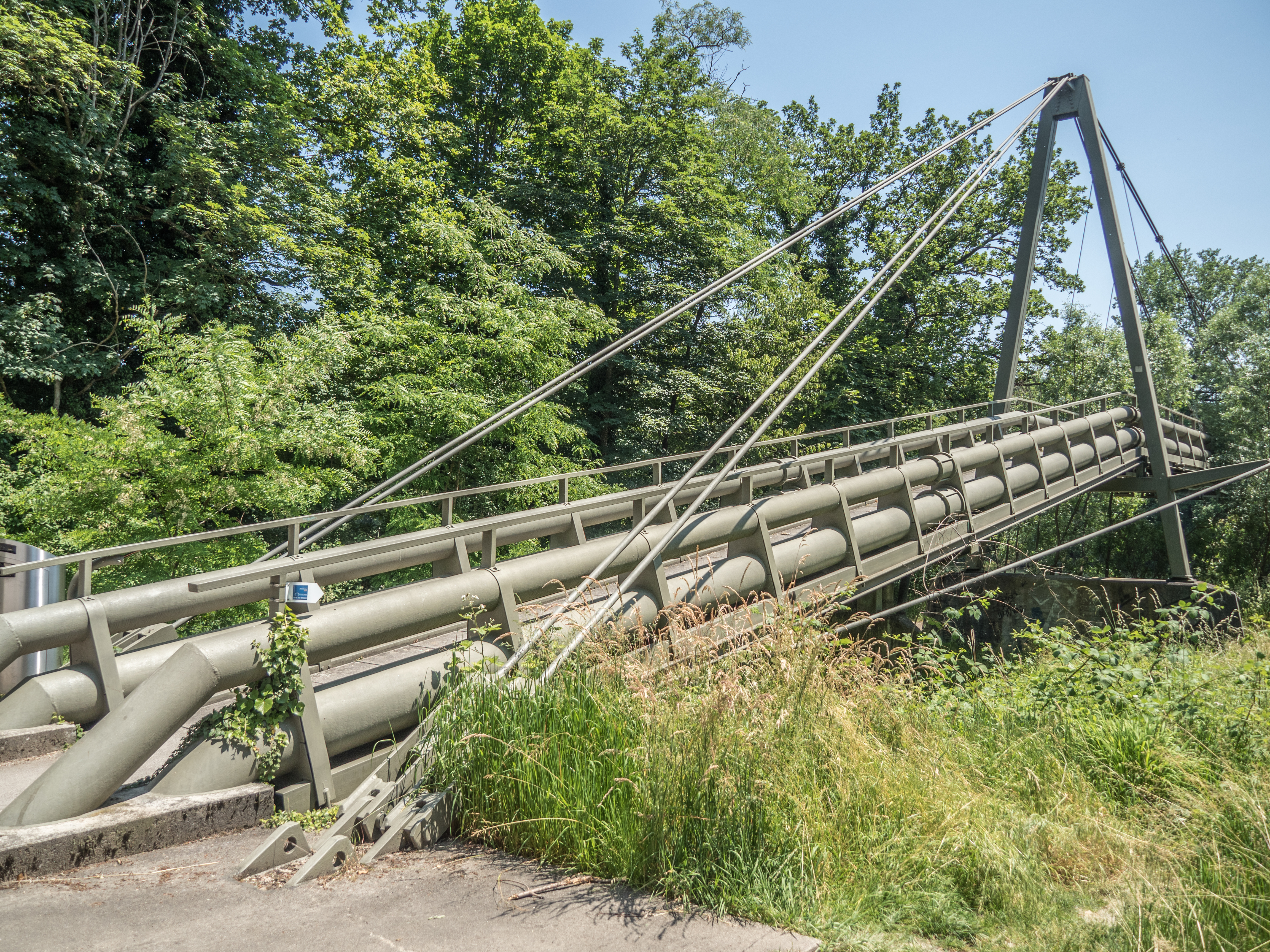
Rohrhängebrücke Aufeld über die Aare